# شارلوت بونه

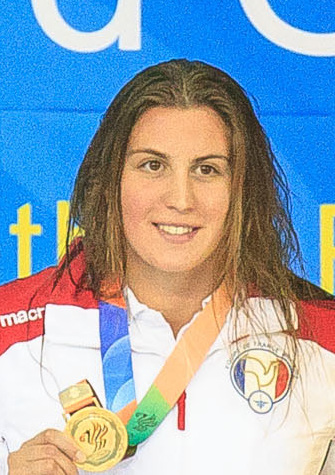
شارلوت بونه (۲۰۱۵)

شارلوت بونه (به انگلیسی: Charlotte Bonnet) (زادهٔ ۱۴ فوریهٔ ۱۹۹۵) شناگر اهل فرانسه است.